# Rioyos Buenavista
Rioyos Buenavista är en ort i kommunen San Felipe del Progreso i delstaten Mexiko i Mexiko. Samhället hade 2 452 invånare vid folkräkningen 2020.